# Cho Kyu-won
Cho Kyu-won (kor. 조규원; * 1. September 1991) ist ein südkoreanischer Leichtathlet, der sich auf den Sprint spezialisiert hat.

## Sportliche Laufbahn
Erste internationale Erfahrungen sammelte Cho Kyu-won im Jahr 2011, als er bei den Asienmeisterschaften in Kōbe in 39,85 s den sechsten Platz mit der südkoreanischen 4-mal-100-Meter-Staffel und wurde anschließend bei den Weltmeisterschaften in Daegu wegen eines Dopingverstoßes einer seiner Mitstreiter disqualifiziert. 2013 belegte er bei den Asienmeisterschaften in Pune in 39,18 s den vierten Platz und gewann anschließend bei den Ostasienspielen in Tianjin in 21,57 s die Bronzemedaille im 200-Meter-Lauf hinter den Japanern Asuka Cambridge und Shōta Iizuka und wurde mit der Staffel in 39,32 s Vierter. Kurz zuvor startete er mit der Staffel bei den Weltmeisterschaften in Moskau, verpasste dort aber mit 39,00 s den Finaleinzug. 2014 nahm er erstmals an den Asienspielen in Incheon teil, gelangte dort aber über 200 Meter nicht ins Ziel und wurde mit der Staffel im Finale disqualifiziert. 2017 belegte er bei den Asian Indoor & Martial Arts Games in Aşgabat in 6,82 s den sechsten Platz im 60-Meter-Lauf und 2019 schied er bei den Militärweltspielen in Wuhan im 100-Meter-Lauf mit 10,84 s im Halbfinale aus und belegte mit der Staffel in 39,82 s den fünften Platz.
Im Jahr 2013 wurde Cho südkoreanischer Meister im 200-Meter-Lauf.

## Persönliche Bestzeiten
- 100 Meter: 10,53 s (+0,4 m/s), 25. Juni 2014 in Kimchun
  - 60 Meter (Halle): 6,74 s, 5. Dezember 2009 in Montreal (südkoreanischer Rekord)
- 200 Meter: 21,15 s (−0,8 m/s), 29. Juni 2013 in Hongkong